# Campionati mondiali di short track 2003
La XXIII edizione dei Campionati mondiali di short track (World Short Track Speed Skating Championships), ufficialmente organizzati con tale denominazione dalla International Skating Union (Federazione internazionale di pattinaggio su ghiaccio), si è tenuta dal 19 al 21 marzo del 2003 a Varsavia in Polonia.

## Partecipanti per nazione
La lista dei partecipanti era composta da 146 atleti da 34 distinte nazioni, di cui 67 donne e 79 uomini.
| Nazione (Donne/Uomini) | Nazione (Donne/Uomini)                                                                                               | Nazione (Donne/Uomini)                                                                                                   | Nazione (Donne/Uomini) | Nazione (Donne/Uomini)              | Nazione (Donne/Uomini) |
| --- | --- | --- | --- | ----------------------------------- | ---------------------- |
| Australia (0/2) Belgio (0/2) Bulgaria (5/2) Cina (5/5) Taipei cinese (1/2) Germania (5/5) Francia (2/1) Gran Bretagna (2/2) | Hong Kong (2/0) Israele (1/2) Italia (5/5) Giappone (5/5) Canada (5/5) Kazakistan (0/2) Croazia (0/2) Lettonia (2/2) | Lituania (0/1) Nuova Zelanda (0/1) Paesi Bassi (2/2) Polonia (0/2) Austria (1/2) Romania (2/2) Russia (2/2) Svezia (1/0) | Svizzera (0/2) Slovacchia (0/2) Slovenia (2/1) Serbia e Montenegro (0/1) Corea del Sud (5/5) Rep. Ceca (2/1) Ucraina (1/2) Ungheria (2/2) | Stati Uniti (5/5) Bielorussia (2/2) |                        |

## Podi
*

### Donne
| Evento               | Oro                                                 | Tempo    | Argento                                                              | Tempo    | Bronzo                                                                            | Tempo    |
| Classifica Generale* | Choi Eun-kyung Corea del Sud                        | 76 punti | Yang Yang (A) Cina                                                   | 68 punti | Kim Min-jee Corea del Sud                                                         | 55 punti |
| 500 m                | Yang Yang (A) Cina                                  | 46.270   | Amélie Goulet-Nadon Canada                                           | 46.314   | Fu Tian Yu Cina                                                                   | 46.319   |
| 1000 m               | Evgenija Radanova Bulgaria                          | 1:31.594 | Choi Eun-kyung Corea del Sud                                         | 1:31.709 | Yang Yang (A) Cina                                                                | 1:31.784 |
| 1500 m               | Choi Eun-kyung Corea del Sud                        | 2:24.866 | Kim Min-jee Corea del Sud                                            | 2:24.942 | Yang Yang (A) Cina                                                                | 2:25.147 |
| 3000 m               | Kim Min-jee Corea del Sud                           | 5:31.650 | Choi Eun-kyung Corea del Sud                                         | 5:31.660 | Cho Ha-ri Corea del Sud                                                           | 5:31.755 |
| Staffetta 3000 m     | Cina Wang Chunlu Fu Tian Yu Yang Yang (A) Wang Meng | 4:22.030 | Canada Tania Vicent Alanna Kraus Annie Perreault Amélie Goulet-Nadon | 4:22.653 | Bulgaria Anna Krasteva Daniela Vlaeva Evgenija Radanova Marina Georgieva-Nikolova | 4:23.600 |

### Uomini
| Evento               | Oro                                                               | Tempo    | Argento                                                                      | Tempo    | Bronzo                                   | Tempo    |
| Classifica Generale* | Ahn Hyun-soo Corea del Sud                                        | 89 punti | Li Jiajun Cina                                                               | 76 punti | Song Suk-woo Corea del Sud               | 52 punti |
| 500 m                | Li Jiajun Cina                                                    | 43.210   | Li Ye Cina                                                                   | 43.291   | Song Suk-woo Corea del Sud               | 43.377   |
| 1000 m               | Li Jiajun Cina                                                    | 1:28.391 | Ahn Hyun-soo Corea del Sud                                                   | 1:28.450 | Jean-Francois Monette Canada             | 1:28.510 |
| 1500 m               | Ahn Hyun-soo Corea del Sud                                        | 2:25.271 | Song Suk-woo Corea del Sud                                                   | 2:25.326 | Lee Seung-jae Corea del Sud              | 2:25.390 |
| 3000 m               | Ahn Hyun-soo Corea del Sud                                        | 4:58.297 | Apolo Anton Ohno Stati Uniti                                                 | 4:58.699 | Song Suk-woo Corea del Sud               | 4:59.035 |
| Staffetta 5000 m     | Corea del Sud Yeo Jun-hyung Ahn Hyun-soo Oh Se-jong Lee Seung-jae | 6:55.975 | Canada Mathieu Turcotte Jean-Francois Monette Jonathan Guilmette Éric Bédard | 6:56.465 | Cina Sui Baoku Li Jiajun Li Haonan Li Ye | 6:57.052 |

## Medagliere
| Pos.   | Paese         | Oro | Argento | Bronzo | Totale |
| ------ | ------------- | --- | ------- | ------ | ------ |
| 1      | Corea del Sud | 7   | 5       | 6      | 18     |
| 2      | Cina          | 4   | 3       | 4      | 11     |
| 3      | Bulgaria      | 1   | 0       | 1      | 2      |
| 4      | Canada        | 0   | 2       | 1      | 3      |
| 5      | Stati Uniti   | 0   | 1       | 0      | 1      |
| Totale | Totale        | 12  | 12      | 12     | 36     |